# Développement staturo-pondéral

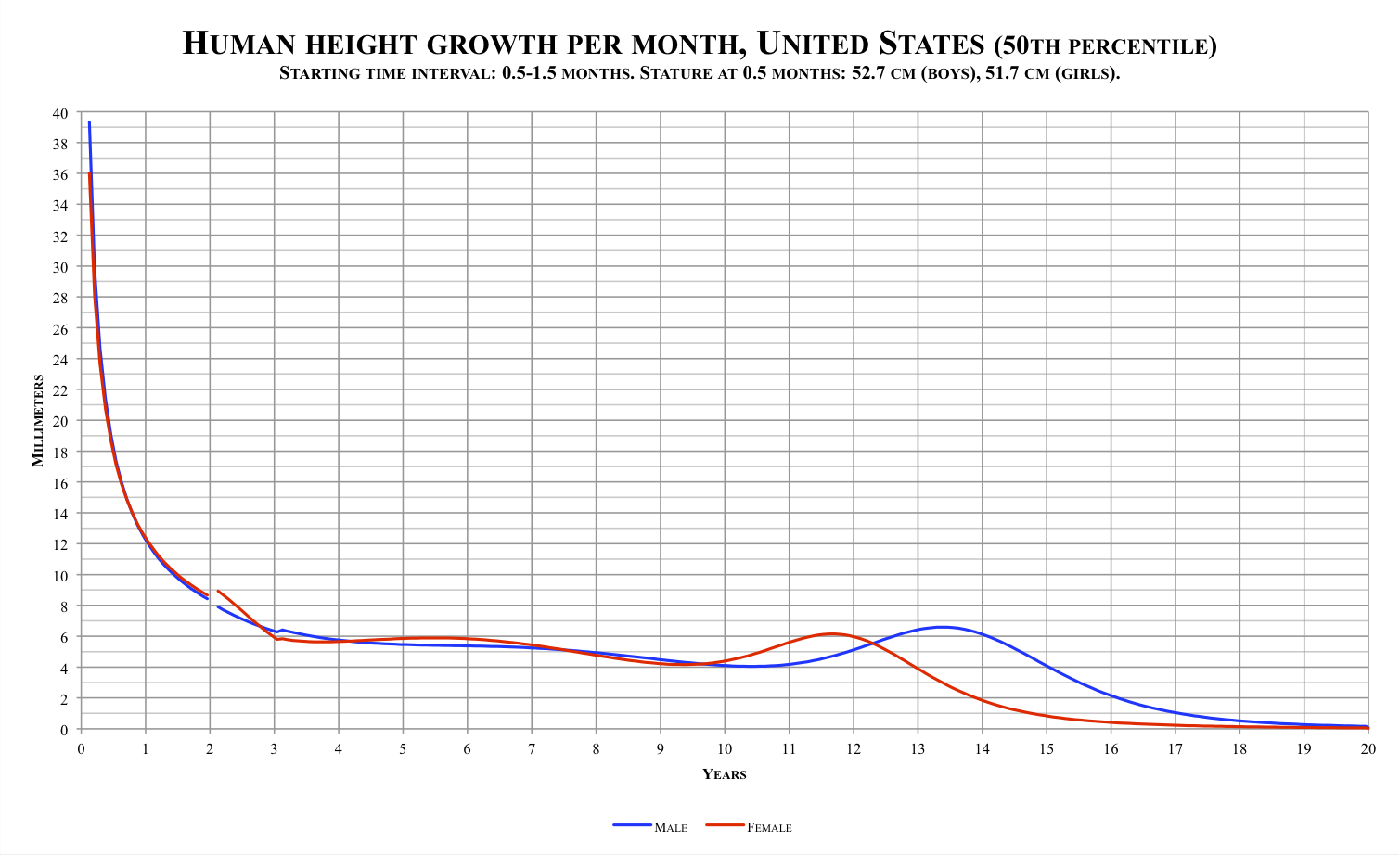
Nombre de millimètres gagnés par mois, en fonction de l'âge aux États-Unis; garçons en bleu, filles en rouge.

Le développement staturo-pondéral est un paramètre important en pédiatrie pour surveiller le développement physique normal de l'enfant. C'est un des domaines de l'auxologie qui étudie la croissance des êtres vivants.
La croissance peut se poursuivre jusqu'à l'âge de 18 ans chez un homme et 18-19 ans chez la femme, et contrairement aux idées reçues, il n'est pas rare de grandir jusqu'à plus de 21 ans et il est impossible de prédire un arrêt de croissance ou de définir la future taille d'un individu quelconque.
Cette surveillance de la croissance peut porter sur plusieurs paramètres :
- poids ;
- taille ;
- périmètre crânien ;
- périmètre abdominal.

Elle se contrôle à l’aide d'une courbe de croissance (âge/mesure).

## Poids

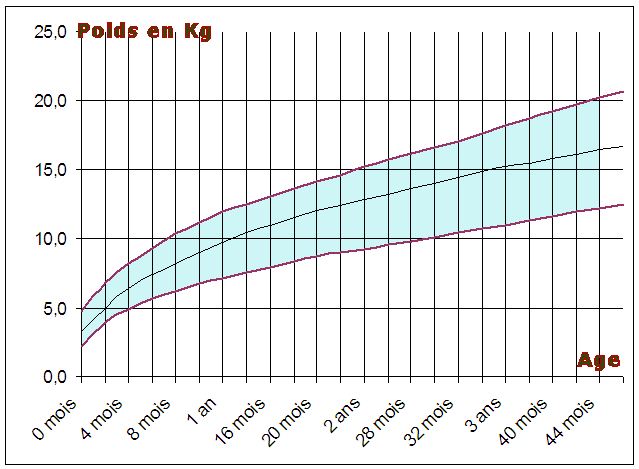
Courbe de poids de 0 à 44 mois.

Le poids moyen de naissance d’un être humain est de 3,6 kg. La croissance pondérale est rapide durant la première année :
25 g/jour durant le premier trimestre,
20 g/jour durant le deuxième trimestre,
15 g/jour durant le troisième trimestre,
12 g/jour durant le quatrième trimestre.
L’enfant a doublé son poids de naissance à 5 mois et l’a triplé à un an.
Durant la deuxième année, le gain de poids n’est plus que de 8 à 10 g/jour ; ainsi le poids de naissance est quadruplé à l’âge deux ans.
à 1 an : 9,7 kg
à 2 ans : 13,2 kg
à 3 ans : 15,2 kg
à 4 ans : 16,7 kg
Le poids est un paramètre important dans la surveillance de l’état de santé de l’enfant, il est le reflet d’une alimentation adaptée et une « cassure » dans cette courbe de poids est le signal d’une situation pathologique à prendre en compte.

## Taille

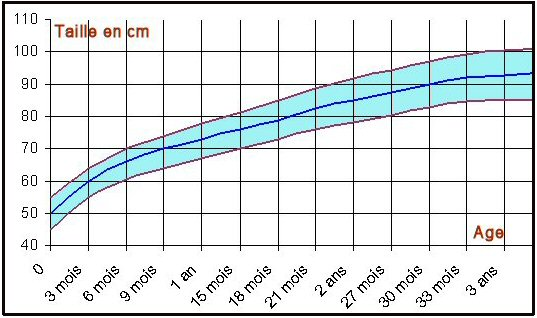
Courbe de taille de 0 à 3 ans.

La taille moyenne d’un nouveau-né se situe aux alentours de 50 cm, rapide au début la courbe de croissance s’infléchit au 3e mois.
À partir de l’âge de 4 ans, environ, la croissance ralentit de 6 à 8 cm par an jusqu'à 8 ans puis 4-6 cm jusqu'au début de la puberté (10 ans pour les filles, 12 ans pour les garçons) les filles grandissent alors plus vite que les garçons et les dépassent entre 10 et 12-13 ans puis ralentissent et s'arrêtent de grandir vers 18 ans, les garçons les dépassent alors vers 13 ans et peuvent grandir jusqu'à 25 ans.
Depuis l’Homo Habilis, la taille de l’homme ne cesse de croître, avec toutefois des variations en fonction des conditions climatiques et la qualité des apports alimentaires :
−2 500 000 ans : Homo habilis : 1,1-1,2 m ;
−1 500 000 ans : Homo erectus : 1,6-1,7 m ;
−80 000 à −38 000 ans : Homo neanderthalensis : 1,62-1,75 m ;
−35 000 à −6 000 ans : Homo sapiens : 1,65 m .
Au Moyen Âge, un homme adulte de 20 ans, en Europe, mesurait en moyenne 1,64 m, mais on a trouvé des squelettes d’hommes vivant à la même époque qui mesuraient 1,72 m, au centre et au nord de l’Europe. Au XXIe siècle, cette taille moyenne est de 1,77 m, mais il n’est plus rare de rencontrer des hommes de plus de 1,90 m.

## Périmètre crânien

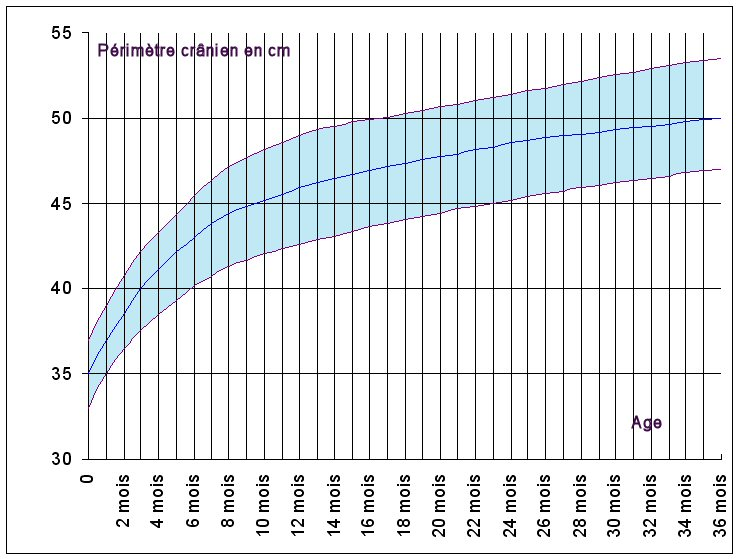
Courbe de taille du périmètre crânien de 0 à 3 ans.

## Périmètre abdominal
La mesure du périmètre abdominal présente un grand intérêt dans la surveillance du fœtus (par échographie), mais à la naissance, cette mesure ne reste utile que dans la surveillance de certaines pathologies : malnutrition ou gêne respiratoire importante, voire tumeurs abdominales.

## Anomalies de croissance

### Au niveau du poids
On peut classer deux grandes catégories :
- cassure de la courbe après un début de croissance normal. Cet état est un des signes d’une maladie aigüe : diarrhée, vomissements, malabsorption digestive, malnutrition, infection, déshydratation. Mais cette situation peut aussi se produire avec toutes les maladies de l’enfant qu’il faudra alors rechercher.
- retard de croissance dès les premiers jours. Il faut nécessairement rechercher une cause :
  - Retards de croissance constitutionnels : aberrations chromosomiques (Syndrome de Turner), chondrodysplasies, retard de croissance intra-utérin, petite taille essentielle.
  - Retards de croissance secondaires à une maladie chronique, cardiaque ou pulmonaire, rénale (insuffisance rénale, tubulopathie), digestive (intolérance au gluten) ou métabolique.
  - Retards en rapport avec une maladie endocrinienne (hypothyroïdie, insuffisance somatotrope ou hypercorticisme).
  - Autres causes : retard pubertaire simple ou nanisme psycho-social.

### Au niveau de la taille
- taille inférieure au 3e centile (percentile) de la courbe : nanisme (hypogonadique, génétique : achondroplasie).
- taille supérieure au 97e centile (percentile) de la courbe : gigantisme, acromégalie.

### Au niveau du périmètre crânien
On dépiste ainsi, avec une croissance anormalement basse, la microcéphalie.

## Outils de suivi de la croissance
Il existe différentes méthodes, souvent complémentaires, pour suivre la croissance d’un enfant :
- mesures anthropométriques ;
- étude de la maturation squelettique.